# Георги Петров (футболист)
Вижте пояснителната страница за други личности с името Георги Петров.
Георги Кръстев Петров е български футболист, централен защитник/дефанзивен полузащитник. 

## Биография
Роден е на 25 февруари 1974 година в Петрич. Висок е 178 см и тежи 76 кг. Играл е за Ботев (Пловдив), Левски (София), Велбъжд (Кюстендил), Локомотив (Пловдив) и Беласица. В А група има 232 мача и 6 гола. Петров е шампион на България с отбора на Локомотив (Пловдив) през 2004 г. В същата година записва и три мача в националния отбор на България.